# Fillan (localitate)
Fillan este o localitate din comuna Hitra, provincia Sør-Trøndelag, Norvegia, cu o suprafață de 0,84 km² și o populație de 744 locuitori (2013).